# Anthony Browne

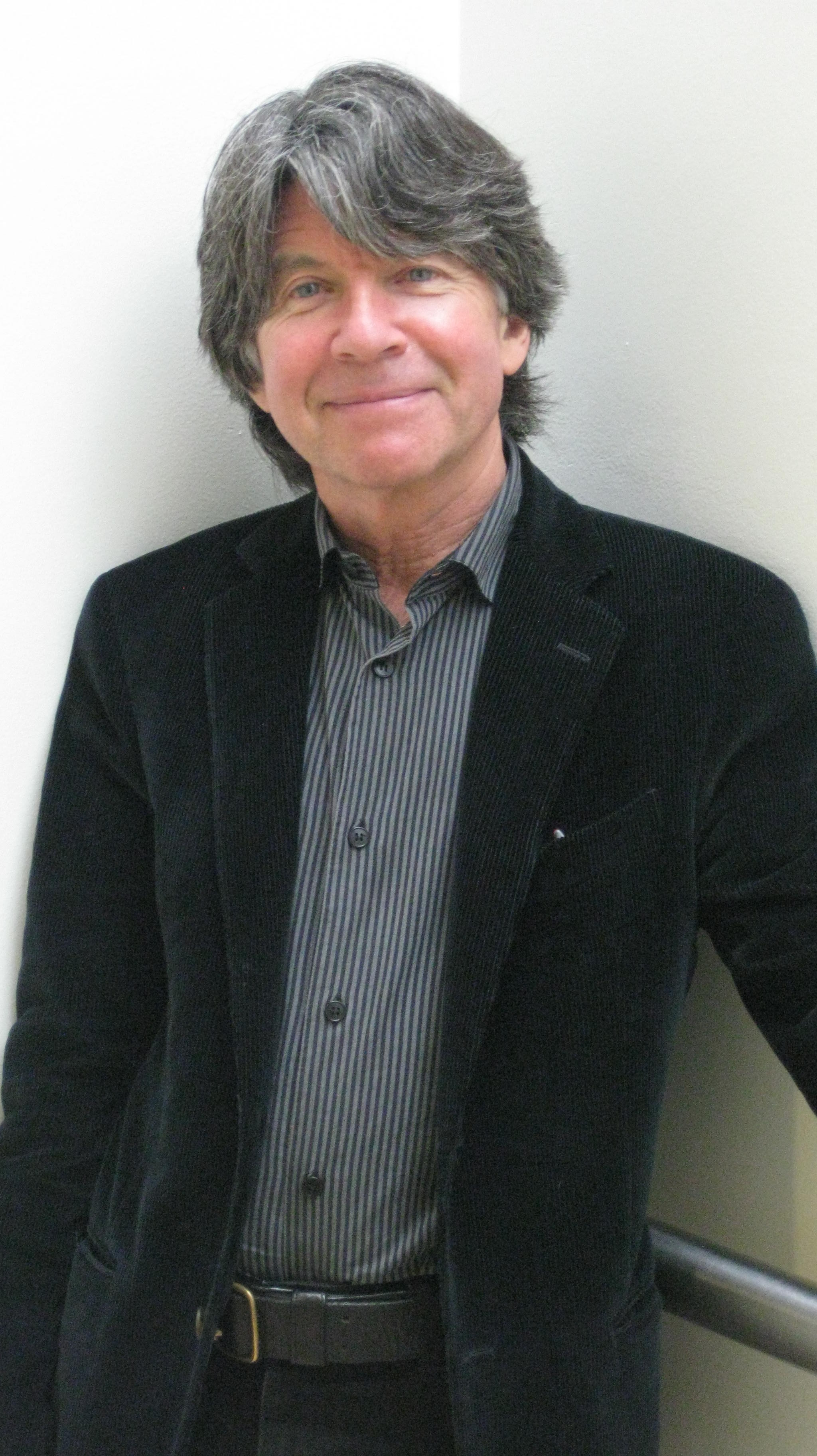
Anthony Browne (2010)

Anthony Edward Tudor Browne CBE (* 11. September 1946 in Sheffield) ist ein britischer Illustrator und Bilderbuchautor. Er wurde zum Children’s Laureate 2009–2011 ernannt.

## Leben
Browne besuchte die Kunstschule in Leeds und arbeitete dann als anatomischer Zeichner. 1976 publizierte er sein erstes Buch. Im Jahr 2000 gewann Browne den Hans Christian Andersen Award, die höchste sowie angesehenste internationale Auszeichnung für Kinderbuchautoren und -illustratoren. Er illustrierte Texte von Ian McEwan, Sally Grindley und Janni Howker.
Browne lebt mit seiner Ehefrau in Kent.

## Auszeichnungen (Auswahl)
- 1983 – Kate Greenaway Medal für Gorilla
- 1983 – Kurt Maschler Award für Gorilla
- 1985 – Deutscher Jugendliteraturpreis mit Annalena McAfee in der Sparte Bilderbuch für Mein Papi, nur meiner!
- 1987 – Bologna Ragazzi Award als lobende Erwähnung für Piggybook
- 1988 – Kurt Maschler Award für Alice’s Adventures in Wonderland
- 1992 – Kate Greenaway Medal für Zoo
- 1990 – Zilveren Griffel für Der Tunnel
- 1998 – Kurt Maschler Award für Voices in the Park
- 1999 – nominiert zum Deutschen Jugendliteraturpreis mit Stimmen im Park
- 2000 – Hans Christian Andersen Award
- 2001 – nominiert zum Deutschen Jugendliteraturpreis mit Willi der Maler
- 2004 – LesePeter Dezember für In den Wald hinein
- 2009–2011 Children’s Laureate[1]
- 2015 – Kröte des Monats Dezember für Abenteuer mit Willi
- 2021 – Commander of the Order of the British Empire[2]

## Werke (Auswahl)
- 1977: A Walk in the Park (dt. Ein Spaziergang im Park, 1979)
- 1983: Gorilla (dt. Der Geburtstagsgorilla, 1983)
- 1984: The Visitors Who Came to Stay (dt. Mein Papi, nur meiner! oder: Besucher, die zum Bleiben kamen.), mit Annalena McAfee
- 1985: Willy the Wimp (dt. Willi, der Weichling, 1989)
- 1985: Willy the Champ (dt. Willi, der Größte, 1987)
- 1988: Lewis Carroll: Alice’s Adventures in Wonderland (dt. Alice im Wunderland)
- 1990: The Tunnel (dt. Der Tunnel, 1990)
- 1993: Zoo
- 1995: Willy the Wizard
  - dt. Willi Wirbelwind, Lappan, Oldenburg 1995, ISBN 3-89082-152-9.
- 1997: Willy the Dreamer (dt. Willi, der Träumer, 1997)
- 1998: Voices in the Park (dt. Stimmen im Park, 1998)
- 2000: My Dad (dt. Mein Papa, 2000)
- 2000: Willy's Pictures (dt. Willi der Maler, 2000)
- 2002: The Animal Fair
- 2003: The Shape Game (dt. Das Formenspiel, 2003)
- 2004: Into the Forest (dt. In den Wald hinein, 2004)
- 2005: My Mum (dt. Meine Mama, 2005)
- 2006: Silly Billy (dt. Matti macht sich Sorgen, 2006)
- 2008: Little Beauty
- 2011: Me and You
- 2011: Play the Shape Game
- 2011: How Do You Feel?
- 2012: One Gorilla, A Counting Book
- 2013: What If...?
- 2014: Willy's Stories
- 2015: Frida and Bear
- 2016: Willy and the Cloud
- 2017: Hide and Seek